# Montfort-sur-Risle
Montfort-sur-Risle ist eine französische Gemeinde mit 778 Einwohnern (Stand 1. Januar 2022) im Département Eure in der Region Normandie. Sie ist Hauptort des Kantons Pont-Audemer.

## Geografie
Montfort-sur-Risle liegt am Westrand des Roumois im Tal der Risle, am orografisch rechten Ufer, zwischen dem Fluss und dem Stadtwald Forêt Domaniale de Montfort. Es liegt 45 Straßenkilometer südwestlich von Rouen und 25 Kilometer westlich von Elbeuf in direkter Nachbarschaft zur Gemeinde Saint-Philbert-sur-Risle, die sich am linken Ufer der Risle befindet.

## Geschichte
Montfort-sur-Risle wurde in gallo-römischer Zeit gegründet und verdankt seinen ursprünglichen Namen Mons Fortis dem Berg, auf dem die römischen Truppen ihre ersten Befestigungsanlagen errichteten. Die Ortschaft lag an der Römerstraße von Lillebonne (Juliobona) nach Brionne (Breviodurum).

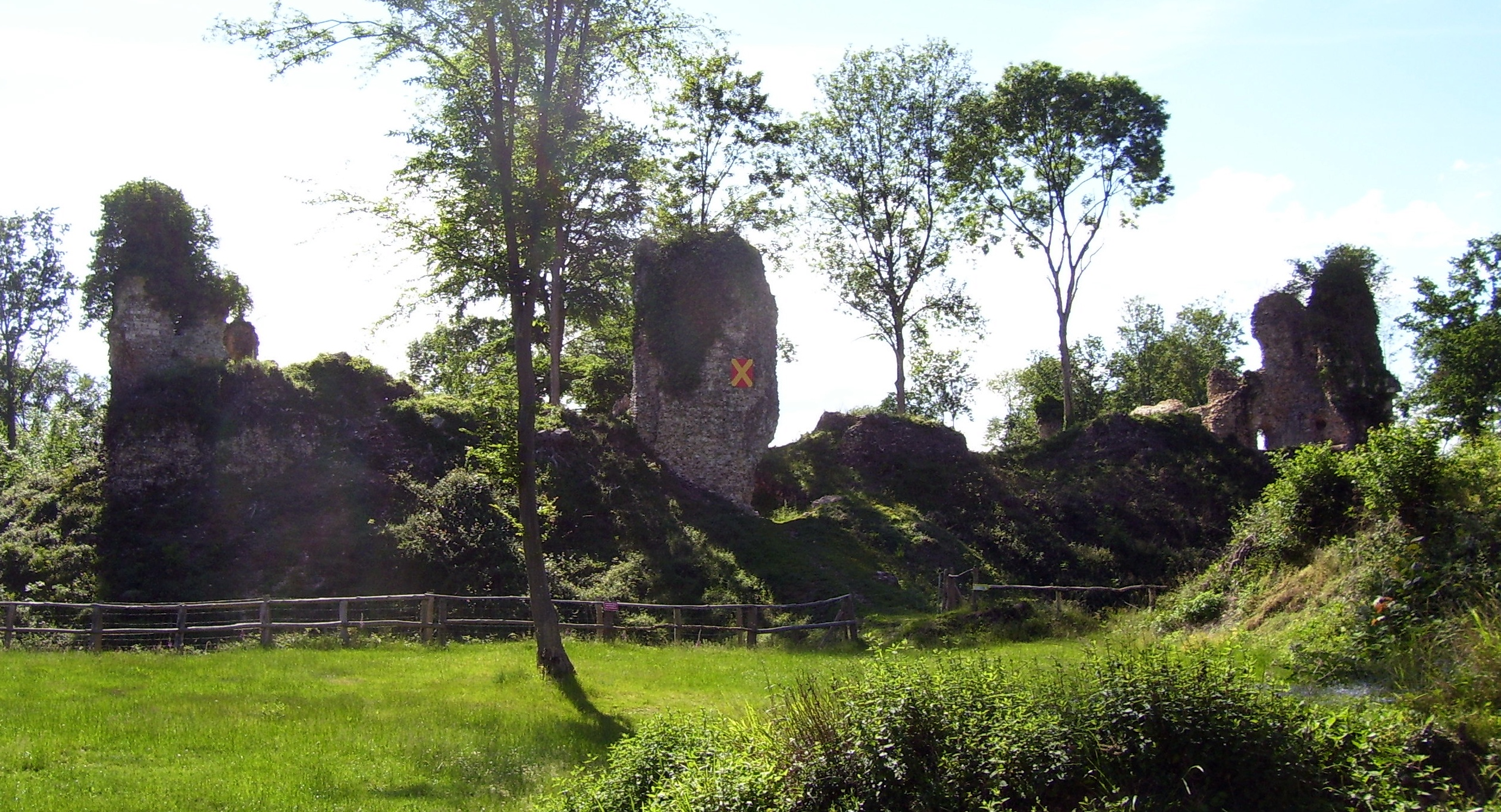
Burgruine

Der erste Seigneur von Montfort-sur-Risle war Toustain de Bastembourg, er wurde 980 urkundlich erwähnt. Sein Sohn Hugues I. de Montfort benannte sich nach der Burg, die in der Zeit der normannischen Invasion erweitert, oder auf den Fundamenten älterer Gebäude neu errichtet worden war. Hugues II. de Montfort nahm an der Seite von Wilhelm I. dem Eroberer an der Schlacht von Mortemer (1054) und der Schlacht bei Hastings (1066) teil. Für seine Leistungen in den Schlachten erhielt er Herrenhäuser in England. Er zog sich später als Mönch in die Abtei Le Bec zurück. Hugues III. de Montfort ließ Reparaturarbeiten an der Burg durchführen. Er starb auf einer Reise durch Palästina und hinterließ keine Erben, so dass Montfort-sur-Risle durch Heirat an Gislebert de Gand fiel, dessen Sohn Hugues (IV.) sich wieder de Montfort nannte. 1123 nahm er mit seinem Schwager Galéran IV. de Meulan an der Revolte gegen Heinrich I. von England teil. Der Aufstand wurde 1124 niedergeschlagen, Montfort-sur-Risle in Brand gesetzt und die Burg eingenommen. Hugues IV. wurde vierzehn Jahre lang eingekerkert und seine Besitztümer konfisziert. Heinrich I. verschenkte die Burg 1128 an Galéran IV. de Meulan. Robert, der erstgeborene Sohn Hugues IV. setzte 1153 Galéran IV. in der Burg von Orbec gefangen und zwang ihn Montfort-sur-Risle zurückzugeben. 1154 versuchte Galéran IV. erfolglos die Burg zurückzuerobern. 1173 nahm Robert de Montfort an der Rebellion Heinrichs des Jüngeren gegen seinen Vater Heinrich II. von England teil. Robert starb 1178, Montfort-sur-Risle fiel an Heinrich II. und dessen Sohn Johann Plantagenêt, der um 1203 die Burg schleifen ließ, damit sie nicht Philipp II. von Frankreich in die Hände fallen konnte. 1204 fiel die Ortschaft an Philipp II., der 1206 die Normandie mit dem Königreich Frankreich vereinigte. Nach der Zerstörung der Burg verlor Montfort-sur-Risle an Bedeutung und wurde kaum noch urkundlich erwähnt.

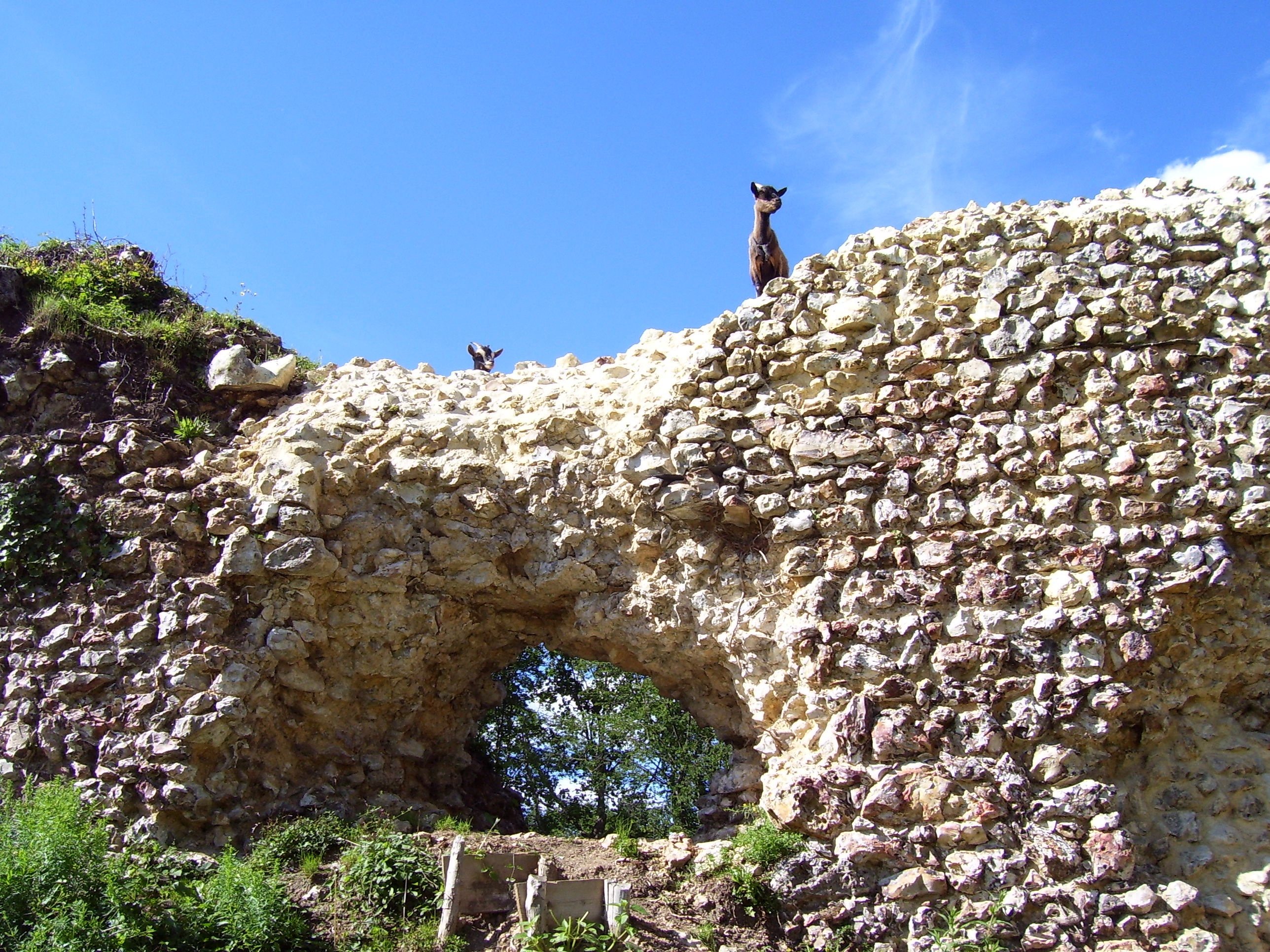
Ziegen auf der Burgruine

Johann II. von Frankreich trat 1353 die Vicomté Pont-Audemer und Montfort-sur-Risle an Karl II. ab. Der Großteil der Ortschaft war im Besitz von Bürgern, nur etwa ein Viertel der Pfarrei war im Besitz von Seigneurs. Dabei handelte es sich um die Lehen de la Motte und Fontainecourt.
1478 teilten Simon du Bosc das Erbe ihrer Mutter unter sich auf. Simon erbte ein Lehen in Montfort. Sein Enkel war der erste seiner Familie, der sich Seigneur du Franc-Manoir nannte. Die Familie war bis ins 18. Jahrhundert hinein im Besitz des Lehens.
1793 erhielt Montfort-sur-Risle als Montfort im Zuge der Französischen Revolution (1789–1799) den Status einer Gemeinde und 1801 als Montfort-sur-Rille das Recht auf kommunale Selbstverwaltung.
Im Zweiten Weltkrieg (1939–1945) wurde Montfort-sur-Risle am 13. und 17. August 1944 während der Operation Overlord durch die Alliierte Luftwaffe bombardiert. Dabei starben acht Menschen.
| Jahr      | 1793 | 1861 | 1921 | 1962 | 1990 | 2009 | 2017 |
| --------- | ---- | ---- | ---- | ---- | ---- | ---- | ---- |
| Einwohner | 444  | 687  | 502  | 754  | 913  | 824  | 761  |

Am wenigsten Einwohner hatte die Gemeinde 1793 (444), dann wuchs die Ortschaft bis 1861. In der zweiten Hälfte des 20. Jahrhunderts wuchs die Gemeinde wieder und hatte 1990 am meisten Einwohner (913).

## Sehenswürdigkeiten

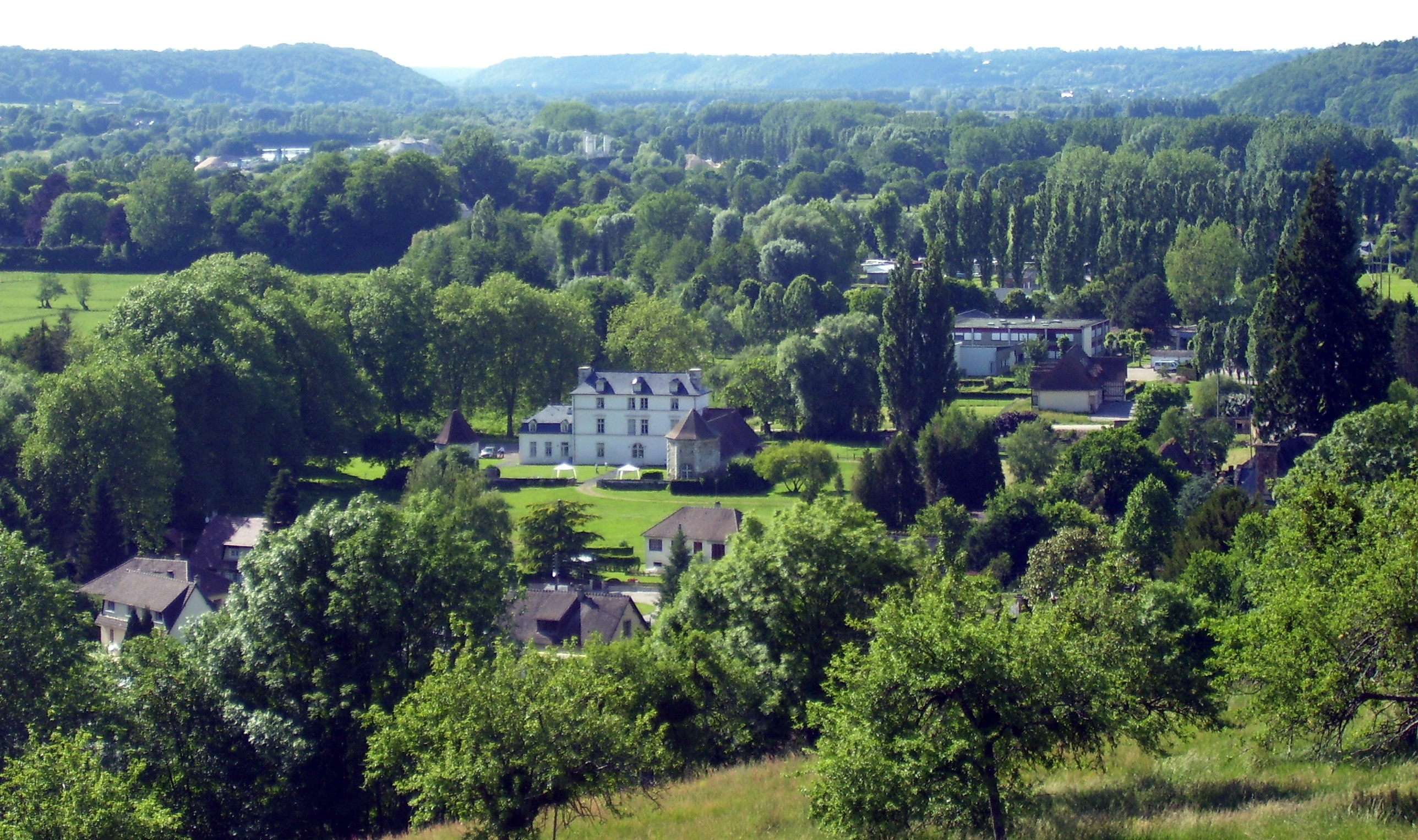
Blick vom Burghügel ins Tal der Risle auf das Château de la Motte

Das Tal der Risle ist als Site classé („Naturdenkmal“) klassifiziert.

### Bauwerke
Die Ruinen der Burg stammen aus dem 11. Jahrhundert, sie wurden 1937 in das Zusatzverzeichnis der Monuments historiques („historische Denkmale“) eingetragen. Erste Befestigungsanlagen an ihrem Bauplatz wurden in gallo-römischer Zeit errichtet, um 1203 wurde die Burg zerstört. Sie war auf einem Grundstück von 4,5 Hektar Fläche erbaut und wurde von zwei tiefen Burggräben geschützt, die durch eine hohe Mauer getrennt waren.
Die Mairie („Rathaus“) wurde im 19. Jahrhundert errichtet. An der Frontfassade ist sie mit dem Wappen und einem Schriftzug des Namens der Gemeinde geschmückt.
Das Lehen de la Motte wurde 1472 erstmals urkundlich erwähnt. Es gehörte damals Rogerin Rabasse, dem Gründer des Konvents der Pénitents Sainte-Barbe („Büßergemeinschaft Barbara von Nikomedien“) in Canteleu, und blieb bis ins 17. Jahrhundert hinein im Besitz der Familie. Dann galangte es durch Heirat in den Besitz der Familie de La Houssaye. 1746 wurde es verkauft. 1965 erwarb die Gemeinde die Gebäude. Das Anwesen liegt nördlich des Ortskerns, von dem einstmals bedeutenden Schloss Château de la Motte sind nur wenige Teile erhalten. Zu den erhaltenen Teilen gehört ein Taubenhaus, eine Kapelle und das ehemalige seigneuriale Wohngebäude im Stil der Revolutionsarchitektur.

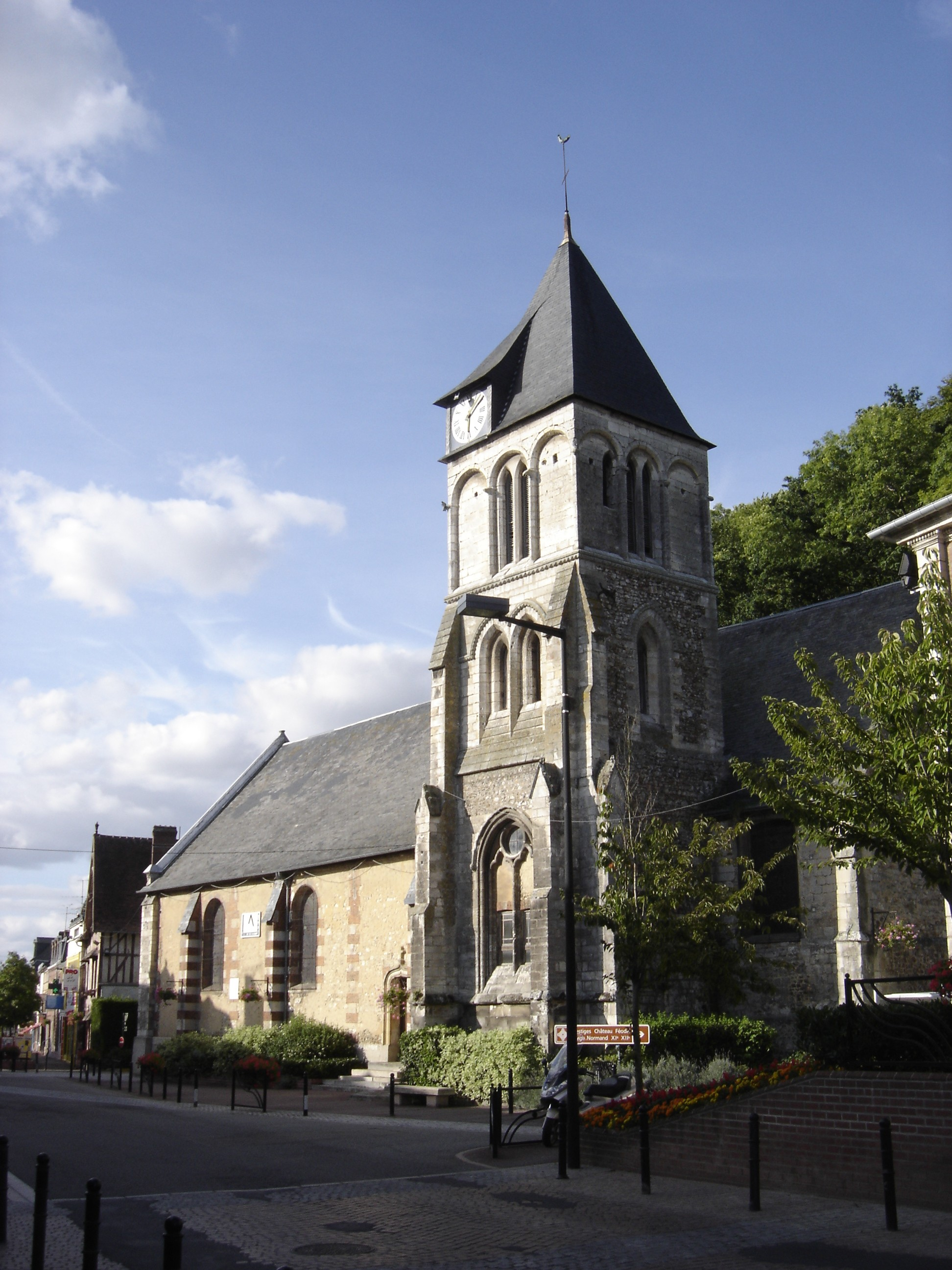
Die Kirche Saint-Pierre-Saint-Paul

Das Herrenhaus Franc Manoir wurde 1478 erstmals urkundlich erwähnt. Das heutige Herrenhaus wurde um 1750 erbaut. Nach der Französischen Revolution wurde es mehrfach verkauft. Es befindet sich im Privatbesitz.
Die Pfarrkirche Saint-Pierre-Saint-Paul wurde im 12. Jahrhundert errichtet, aus jener Zeit sind nur Stützpfeiler erhalten. Der Glockenturm wurde in der ersten Hälfte des 13. Jahrhunderts gebaut. 1755 wurden Chor und Kirchenschiff praktisch neuerbaut. 1870 wurde die Kirche restauriert. Die Kirche wurde von Robert I. de Montfort gestiftet und der Abtei Le Bec geschenkt.
Die römisch-katholische Gemeinschaft Communauté de Montfort ist Teil der Pfarrei Montgeoly des Bistums Évreux.

## Wirtschaft und Infrastruktur
Auf dem Gemeindegebiet gelten kontrollierte Herkunftsbezeichnungen (AOC) für Camembert (Camembert de Normandie), Calvados und Pommeau (Pommeau de Normandie) sowie geschützte geographische Angaben (IGP) für Schweinefleisch (Porc de Normandie), Geflügel (Volailles de Normandie) und Cidre (Cidre de Normandie und Cidre normand).
Montfort-sur-Risle wird von der Départementsstraße D130 durchquert. 38 Kilometer nordwestlich der Gemeinde liegt der nächste Flughafen, der Aéroport de Deauville - Saint-Gatien in Saint-Gatien-des-Bois.
1885 erhielten Saint-Philbert-sur-Risle und Montfort-sur-Risle als erste Städte Frankreichs eine elektrische Straßenbeleuchtung. Der Zimmerer Augustin Hébert wurde 1860 in Saint-Philbert-sur-Risle geboren. 1878 sah er auf der Weltausstellung Paris die „Gramme-Maschine“ von Zénobe Gramme (1826–1901). Er richtete sich daraufhin eine Werkstatt in Montfort-sur-Risle ein und nutzte die hydraulische Kraft der Risle, um Strom zu erzeugen. Nachdem die Glühlampe von Thomas Alva Edison (1847–1931) einsatzfähig war, beleuchtete Augustin Hébert zuerst seine Werkstatt und dann die Straße, die von Saint-Philbert-sur-Risle nach Montfort-sur-Risle führt.

## Persönlichkeiten

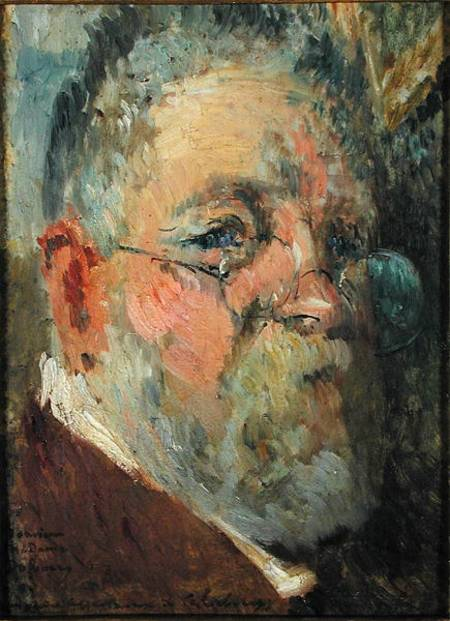
Selbstporträt von Albert Lebourg

- Albert Lebourg (1849–1928), Maler und Mitglied der Académie des sciences, belles-lettres et arts de Rouen („Akademie der Wissenschaft und Schönen Künste“)[10]
- Augustin Hébert (1860–1944), Zimmerer und Elektroinstallateur, richtete die erste Straßenbeleuchtung in Frankreich ein, erhielt 1939 den Orden des Ritters der Ehrenlegion (Chevalier de la Légion d’honneur).[11][12]